# Villanueva, Martínez de la Torre
Villanueva är en ort i Mexiko.   Den ligger i kommunen Martínez de la Torre och delstaten Veracruz, i den sydöstra delen av landet, 230 km öster om huvudstaden Mexico City. Villanueva ligger 45 meter över havet och antalet invånare är 820.
Terrängen runt Villanueva är huvudsakligen platt, men åt sydost är den kuperad. Runt Villanueva är det ganska tätbefolkat, med 222 invånare per kvadratkilometer. Närmaste större samhälle är Martínez de la Torre, 5,4 km väster om Villanueva. Omgivningarna runt Villanueva är en mosaik av jordbruksmark och naturlig växtlighet.